# Chaconatugle
Chaconatugle (latin: Strix chacoensis) er en fugleart, der lever i Gran Chaco - fra det sydlige Bolivia til det centrale Argentina.